# The Experiment
The Experiment er en britisk stumfilm fra 1922 af Sinclair Hill.

## Medvirkende
- Evelyn Brent som Doris Fielding
- Clive Brook som Vivian Caryll
- Templar Powell som Maj. Maurice Brandon
- Norma Whalley som Mrs. Lockyard
- Charles Croker-King som Philip Abingdon
- Cecil Kerr som Fricker